# Jamie Perkins (nuotatrice)
Jamie Perkins (Gold Coast, 19 gennaio 2005) è una nuotatrice australiana.

## Carriera
Ha vinto la medaglia d'oro nella staffetta 4x200 metri stile libero sia alle Olimpiadi di Parigi 2024 sia ai mondiali di Singapore dell'anno successivo.

## Palmarès
- Giochi olimpici

Parigi 2024: oro nella 4x200m sl.
- Mondiali

Singapore 2025: oro nella 4x200m sl.
- Mondiali giovanili

Netanya 2023: oro nei 400m sl e nella 4x100m sl, argento nella 4x200m sl.